# Torneo de Halle 2021
El Noventi Open 2021 fue un evento de tenis del ATP Tour 2021 en la serie ATP 500. Se disputó en Halle, Alemania desde el 14 hasta el 20 de junio de 2021.

## Distribución de puntos
| Modalidad            | Campeón | Finalista | Semifinales | Cuartos de final | 2.ª ronda | 1.ª ronda | Clasificados | 2.ª ronda de clasificación | 1.ª ronda de clasificación |
| Individual masculino | 500     | 330       | 200         | 100              | 50        | 0         | 25           | 13                         | 0                          |
| Dobles masculino     | 500     | 300       | 180         | 90               | –         | –         | 45           | 25                         | 0                          |

## Cabezas de serie

### Individual masculino
| Tenista            | Ranking | Preclasificado |
| Daniil Medvédev    | 2       | 1              |
| Stefanos Tsitsipás | 5       | 2              |
| Alexander Zverev   | 6       | 3              |
| Andrey Rublev      | 7       | 4              |
| Roger Federer      | 8       | 5              |
| Roberto Bautista   | 11      | 6              |
| David Goffin       | 13      | 7              |
| Gaël Monfils       | 15      | 8              |

- Ranking del 31 de mayo de 2021.[2]

### Dobles masculino
| Tenista                             | Ranking | Preclasificado |
| Ivan Dodig Filip Polášek            | 19      | 1              |
| Łukasz Kubot Édouard Roger-Vasselin | 31      | 2              |
| Kevin Krawietz Horia Tecău          | 39      | 3              |
| Wesley Koolhof Jean-Julien Rojer    | 40      | 4              |
| Tim Puetz Michael Venus             | 53      | 5              |
| Sander Gillé Joran Vliegen          | 62      | 6              |
| Raven Klaasen Ben McLachlan         | 67      | 7              |
| Oliver Marach Aisam-ul-Haq Qureshi  | 84      | 8              |

## Campeones

### Individual masculino
Ugo Humbert venció a  Andrey Rublev por 6-3, 7-6(7-4)

### Dobles masculino
Kevin Krawietz /  Horia Tecău vencieron a  Félix Auger-Aliassime /  Hubert Hurkacz por 7-6(7-4), 6-4 